# Slunj
Slunj (Oud-Kroatisch: Slovin grad; Hongaars: Szluin; Duits: Sluin of Slazuin; Latijn: Slovin) is een stad in de Kroatische provincie Karlovac. Slunj telt 6096 inwoners. De oppervlakte bedraagt 392,54 km², de bevolkingsdichtheid is 15,5 inwoners per km².

## Plaatsen in de gemeente
Er liggen 66 plaatsen in de gemeente: Arapovac, Bandino Selo, Blagaj, Bukovac Perjasički, Crno Vrelo, Cvijanović Brdo, Cvitović, Čamerovac, Donja Glina, Donja Visočka, Donje Primišlje, Donje Taborište, Donji Cerovac, Donji Furjan, Donji Kremen, Donji Lađevac, Donji Nikšić, Donji Poloj, Donji Popovac, Dubrave, Glinsko Vrelo, Gornja Glina, Gornja Visočka, Gornje Primišlje, Gornje Taborište, Gornji Cerovac, Gornji Furjan, Gornji Kremen, Gornji Lađevac, Gornji Nikšić, Gornji Popovac, Grobnik, Jame, Klanac Perjasički, Kosa, Kosijer Selo, Kutanja, Kuzma Perjasička, Lađevačko Selište, Lapovac, Lumbardenik, Mali Vuković, Marindolsko Brdo, Miljevac, Mjesto Primišlje, Novo Selo, Pavlovac, Podmelnica, Polje, Rabinja, Salopek Luke, Sastavak, Slunj, Slunjčica, Snos, Sparednjak, Stojmerić, Šlivnjak, Točak, Tržić Primišljanski, Veljun, Veljunska Glina, Veljunski Ponorac, Videkić Selo, Zapoljak en Zečev Varoš.
Steden (gradovi): Karlovac · Duga Resa · Ogulin · Ozalj · Slunj

Gemeenten (općine): Barilović · Bosiljevo · Cetingrad · Draganić · Generalski Stol · Josipdol · Kamanje · Krnjak · Lasinja · Netretić · Plaški · Rakovica · Ribnik · Saborsko · Tounj · Vojnić · Žakanje